# فيلا ديل كامبو
بلدية فيلا ديل كامبو (بالإسبانية: Villa del Campo)‏، هي بلدية تقع في مقاطعة قصرش والتي تقع في منطقة إكستريمادورا، غرب إسبانيا.
يبلغ عدد سكانها 629 نسمة وفقاً لإحصائية سنة (2002).